# 直梗小檗
直梗小檗（学名：Berberis asmyana），是小檗科小檗属的植物。是中国的特有植物，分布在中国大陆的四川等地，生长于海拔3,000米至3,200米的地区，常生长在高山灌丛和草坡，目前尚未由人工引种栽培。